# Star Wars: Battlefront (videojuego de 2015)
Star Wars: Battlefront es un videojuego desarrollado por EA Digital Illusions CE y publicado por Electronic Arts. Está basado en la franquicia de Star Wars, siendo el sexto título de la saga (contando el juego Mobile Squadrons) Star Wars: Battlefront. El juego, basado en la franquicia Star Wars, es el tercer mejor lanzamiento de la serie Star Wars Battlefront, y está considerado un reboot de los juegos anteriores, en lugar de una secuela. El juego fue lanzado mundialmente en noviembre de 2015, y recibió comentarios mixtos de los críticos.
Actualmente es el segundo juego de la franquicia (el primero si no contamos el videojuego Star Wars: Galaxy of Heroes que está disponible en móviles) por el acuerdo de Electronic Arts y la empresa The Walt Disney Company para poder expandir el universo creado por George Lucas
Los críticos alabaron el juego por su jugabilidad, imágenes y alto valor de producción pero fue criticado por su ausencia de contenido de ambos modos un jugador y multijugador. A pesar de esto, fue un éxito comercial, vendiendo más de 13 millones de copias. Salió a la venta el 17 de noviembre de 2015 en Estados Unidos y el 19 de noviembre en Europa.

## Sistema de juego
Star Wars Battlefront es un juego de acción jugado ya sea en primera persona o en tercera persona; los jugadores pueden cambiar las vistas cuando quieran, similar a juegos anteriores, excepto cuando controlan al héroe o sus guardias personales. Los jugadores atraviesan planetas de la trilogía original Star Wars, como Endor, Hoth, Tatooine, Bespin, y Sullust, así como entornos de la secuela de la trilogía, y adicionalmente Jakku. Para navegar por el mundo, los jugadores usan una variedad de vehículos, incluyendo ambos vehículos terrestres y aéreos, como motocicletas de velocidad y AT-STs. Las batallas están basadas en planetas, restringiendo a los jugadores de explorar el espacio. El único mapa basado en el espacio está incluido en el pack de expansión titulado “Estrella de la Muerte”, que fue lanzado en septiembre de 2016. Las armas del juego, personajes, equipamiento, y habilidades son personalizables. Conforme desbloqueas nuevas armas, los jugadores tienen la habilidad de compartirlas con sus compañeros de equipo. Battlefront no tiene mirillas de hierro, pero deja a los jugadores enfocar para tener mejor puntería.
El juego permite a los jugadores que elijan para controlar a un soldado de la Alianza Rebelde o un soldado de asalto Imperial. Otros personajes de las películas que también se pueden controlar como Luke Skywalker, Darth Vader, Han Solo, el Emperador Palpatine, Leia Organa, Boba Fett, con Nien Nunb, Greedo, Lando Calrissian, Dengar, Bossk y Chewbacca estar disponible a través de DLC. Los personajes no jugables como C-3PO, el Almirante Ackbar, y Jabba el Hutt hacen apariciones menores en el juego. El juego incluye misiones cooperativas, que se pueden jugar en línea, pero excluye un modo de campaña. Los jugadores pueden completar las misiones de manera independiente y con los robots u otro jugador; el juego es compatible con la pantalla dividida en consolas. El juego multijugador en línea soporta hasta 40 jugadores en una batalla y consta de 16 mapas multijugador. Estos mapas incluyen cinco poblaciones del universo de la guerra de las galaxias: Hoth, Tatooine, Endor, Sullust y Jakku, mientras que las otras ubicaciones de la Ciudad Nube de Bespin y la Estrella de la Muerte, así como Scarif de Rogue One están disponibles a través de DLC.

## El desarrollo y lanzamiento
En mayo de 2013, el editor Electronic Arts obtuvo los derechos exclusivos para desarrollar juegos Star Wars para consolas, y sus filiales DICE, Visceral Games, y BioWare comenzaron a trabajar en juegos Star Wars. DICE presentó por primera vez el juego de Electronic Arts en el E3 de 2013 en rueda de prensa, junto con un tráiler. El juego está programado con el motor Frostbite 3; el jefe del estudio, Patrick Soderlund declaró que el juego sería "la interpretación de DICE de lo que Battlefront debe ser", al tiempo que incorpora elementos de los dos juegos anteriores. Como tal, DICE no la marca como nuevo juego de una secuela de Battlefront II, pero si un reinicio de la franquicia. Söderlund, dijo que el juego casi no se desarrolló, pero que miembros del personal de DICE presionaron para adjudicar las obras; llamó el desarrollo de DICE de Battlefront "un partido en el cielo". En lugar de utilizar técnicas de modelado tradicionales, los desarrolladores utilizaron la fotogrametría para reproducir los objetos. Los equipos pequeños formados por artistas fueron los responsables de selección de los objetos adecuados que podrían ser utilizados por los diseñadores de niveles para construir mapas. De acuerdo con DICE, el proceso de desarrollo de los objetos para el juego tomó la mitad del tiempo para desarrollar los objetos para Battlefield 4, que fueron producidos mediante el uso de técnicas de modelado tradicionales.
En junio de 2014, se reveló al EA E3 2014 en rueda de prensa que el planeta helado de Hoth y la luna boscosa de Endor serían mapas jugables para el juego. A finales de octubre de ese año, se reveló que el juego sería liberado de Navidad 2015, junto con el lanzamiento de Star Wars: Episodio VII - El despertar de la Fuerza. Para cumplir con la fecha límite, el equipo tuvo que quitar el modo campaña para un solo jugador del juego. A principios de marzo de 2015, las primeras imágenes del juego fueron mostradas en un evento privado al por menor y recibió una ovación de pie por parte del público. En abril de 2015, como era el Star Wars Celebration 2015 en Anaheim, California, los primeros detalles de juego y el segundo tráiler fue lanzado. El primer contenido descargable del juego, titulado la Batalla de Jakku, también se anunció durante el evento.
En abril de 2015, EA anunció que Battlefront se estrenaría en América del Norte el 17 de noviembre y en Europa el 20 de noviembre de ese año. También anunciaron que el juego sería lanzado en Australia el 18 de noviembre. Se dijo más adelante que la fecha de lanzamiento para Europa caería el 19 de noviembre y se confirmó que el juego no contaría con el sistema de Battlelog, pero el uso de un nuevo sistema desarrollado por Uprise, una filial de Electronic Arts con sede en Suecia, que ha trabajado previamente en el sistema de Battlelog de Battlefield 4. El 15 de junio, más del juego fue mostrado en el E3 2015 que representa el modo Asalto Walker en Hoth desde perspectivas tanto de la Alianza Rebelde y el Imperio Galáctico utilizando diversas armas, objetos y vehículos como el AT-AT Walker, Snowspeeders y combatientes TIE, terminando con personajes como Luke Skywalker y Darth Vader participando en la batalla. Otro vídeo del juego que ofrece misiones cooperativas también se mostró en el evento. Una beta abierta del juego fue lanzada para PC, PlayStation 4 y Xbox One el 8 de octubre y la beta incluía el Asalto Walker, Zona de Lanzamiento, y los modos de misión de supervivencia. La beta se fijó inicialmente para cerrar el 12 de octubre, pero se amplió al 13 de octubre para la prueba de las "situaciones extremas". La beta fue jugada por más de nueve millones y medio de jugadores. De acuerdo con Electronic Arts, era su mayor beta.
Compañeros de EA del desarrollador Criterion Games ayudaron a DICE a desarrollar las motos de velocidad para el juego. Visceral Games también asistió en cantidad desconocida.

### Contenido Descargable
Star Wars Battlefront cuenta con contenido descargable (DLC). Un pase de temporada se anunció el 12 de octubre, de 2015 y consta de cuatro paquetes de contenido descargable. Una "Ultimate Edition" fue lanzada digitalmente que incluía la versión de la edición de lujo del juego y el pase de temporada. Aparte de los contenidos del pase de temporada, el contenido adicional se dio a conocer de forma gratuita, incluyendo nuevos mapas y cartas estelares.
El primer contenido descargable, titulado la Batalla de Jakku, se reveló durante la Celebración de la Guerra de las Galaxias 2015 y se puso a disposición del público para su descarga de forma gratuita, el 8 de diciembre de 2015. Los jugadores que reservaron el juego recibieron la Batalla de Jakku DLC una semana antes, el 1 de diciembre de 2015. Cuenta con dos mapas que figuran en el planeta Jakku.
Borde Exterior es el segundo contenido descargable para el juego, que fue lanzado el 22 de marzo de 2016. Añadiendo mapas establecidos en el palacio de Jabba el Hutt's en Tatooine y un área de la fábrica en Sullust. También incluye a los personajes icónicos Nien Nunb y Greedo. El DLC está disponible para los jugadores que hayan comprado el pase de temporada del juego. Borde Exterior fue el primero de los cuatro paquetes de contenido descargable previstos para los dueños de pases de temporada.
El tercer paquete de expansión se titula Bespin. Se introduce en la Ciudad de la nube, Bespin, y permite a los jugadores jugar como el héroe Lando Calrissian y el cazador de recompensas Dengar. Fue lanzado el 21 de junio de 2016.
El cuarto paquete de expansión, titulado Estrella de la muerte, fue lanzado el 20 de septiembre de 2016, y marcó el debut de la estrella de la muerte en el juego, así como Chewbacca, y cazarrecompensas Bossk, como personajes jugables.
El envase final de expansión como parte del pase de temporada, Rogue One: Scarif se dará a conocer, a finales de 2016, basado en la película de 2016 Rogue One: Una historia de Star Wars, permitiendo a los jugadores el control de los personajes Orson Krennic y Jyn Erso.

#### Star Wars Battlefront Rogue One: Misión Realidad Virtual Ala-X
Criterion Games también está desarrollando una misión exclusiva titulada Star Wars Battlefront Rojo Uno: Misión VR Ala-X, de nuevo actuando como una relación en Rojo Uno: Una historia de Star Wars. Se dará a conocer de forma gratuita en la versión de PlayStation 4 del juego en diciembre de 2016 y utiliza los cascos de PlayStation en Realidad Virtual.

### Relación con el juego
Comandante de base es una aplicación compañera disponible en la App Store y Google Play. Comandante de base se puede jugar con o sin ser dueño de Star Wars Battlefront. Los jugadores defienden la base rebelde contra el Imperio Galáctico utilizando tarjetas estrella que ofrecen vehículos, armas y potenciadores. En la aplicación compañera, los jugadores pueden ganar créditos virtuales, que se pueden utilizar para desbloquear la tarjeta estrella, armas y personalización de los personajes en el juego principal.

## Recepción

### Prelanzamiento
Leon Hurley de GamesRadar tenía una impresión positiva de la beta de Star Wars Battlefront. Elogió el manejo de armas del juego por ser "fuerte" y parecer "bueno" pero criticó fuertemente el Asalto Walker, uno de los modos del juego, por su dificultad de ganar como un rebelde. Comparó visuales del juego a los de enfrentamientos de películas reales de Star Wars. Por otra parte, alabó la exactitud de los Stormtroopers por ser "al menos 100% fieles a la película" y la primera oleada de unos soldados "excepcionalmente especiales" al tiempo que señala el defecto de que el juego tenía un equilibrio inusual del juego Star Wars héroes y villanos. Por ejemplo, Darth Vader se “pillaba” por cualquier barco que pasaba, mientras que Luke Skywalker tendría "mucha más suerte en el lado épico de las cosas" como destruir con éxito un AT-ST en solitario. Otro defecto que había señalado es el "raro" e "indignante" momento de poner fin a escenas en las que las pantallas se superponen en el final de la partida.
Fue criticado la falta de una campaña para el modo de un solo jugador del juego. Steven Storm de Ars Technica alabó los efectos visuales, que indica: "DICE, al menos, ha capturado la apariencia de Star Wars, quizás mejor que cualquier otro juego con la licencia antes de ella”. A él le gustó la jugabilidad, "la fórmula estándar de Battlefield de andar, recibir un disparo, reaparecer, y repetir…”.

### Posteriormente al Lanzamiento
Star Wars Battlefront recibió críticas mixtas para el PC y PlayStation 4 y críticas positivas para la Xbox One, de acuerdo con la revisión de videojuegos del agregador Metacritic. En Mizuho Securities el analista Neil Doshi tomó nota de las críticas negativas, pero predijo que el juego prevalecería como un golpe financiero. Mike Mahardy de GameSpot criticó el combate repetitivo percibido del juego. Dan Ryckert de Giant Bomb alabó el juego por la captura de la sensación de la Guerra de las Galaxias. Debido a las fuertes críticas por la falta de profundidad y enfoque para el juego los jugadores ocasionales, Blake Jorgensen, el director financiero de Electronic Arts admitió que el juego fue diseñado intencionalmente para ser accesible para los nuevos en juegos en acción en primera persona, o niños con ganas de jugar con sus padres, en contra de la base de fanes incondicional de Star Wars: Battlefront (2004).
El consenso universal entre los muchos críticos es que los detalles del juego son generalmente elogiable. Por eso, Mitch Dyer de IGN se refiere al juego como uno de los juegos más atractivos de la generación.
La sensación de Battlefront de falta de contenido tras el lanzamiento fue observado por varios críticos. Andrew Reiner de Game Informer criticó el enfoque del pase de temporada por sentirse un poco engañado dada la escasez de contenido disponible en el lanzamiento.

### Ventas
Electronic Arts esperaba que el juego venda de nueve a diez millones de unidades antes del final del ejercicio financiero de la compañía el 31 de marzo de 2016. Después del lanzamiento de la beta del juego, la compañía esperaba vender al menos 13 millones de copias a finales de marzo de 2016.
Star Wars Battlefront debutó en el número uno en el Reino Unido para las ventas al por menor no digitales según Chart-Track en su primera semana de lanzamiento, y se convirtió en el cuarto título más rápidamente vendido lanzado en 2015. Esto marcó el mayor lanzamiento de un videojuego de la franquicia de la guerra de las galaxias, y superó las ventas de Star Wars: The Force Unleashed, el anterior poseedor del récord, en un 117%. También fue la línea más rápidamente vendida de un videojuego de PlayStation 4, rompiendo el récord anteriormente en manos de Destiny.
A principios de diciembre de 2015, el presidente de GameStop, Tony Bartel dijo a los inversores minoristas que varios juegos claves de noviembre habían vendido menos copias de las que había esperado la cadena. Star Wars Battlefront era uno de los tres títulos mencionados, junto con Halo 5 y Assassins Creed Syndicate. Peter Moore, sin embargo, defendió las ventas de lanzamiento de Star Wars Battlefront y habló a los inversores que Electronic Arts aún tenía su meta de vender 13 millones de copias a finales de marzo de 2016.
Según el analista Michael Pachter, el juego había vendido 12 millones de unidades al 31 de diciembre de 2015. Star Wars Battlefront hizo su meta de ventas de vender 13 millones de copias por el inicio de 2016 y se habían vendido 14 millones de copias en mayo de 2016.

## Secuela
La secuela también se desarrolló por EA DICE en colaboración con Motive Studios y se lanzó oficialmente el 17 de noviembre de 2017. En esta nueva entrega los jugadores podrán participar y revivir las batallas que tuvieron lugar a lo largo de las precuelas, la trilogía original y la nueva desarrollada por Disney.

## Características
Star Wars Battlefront es un juego de acción y disparos en primera o tercera persona a elección del jugador, igual que en sus predecesores. Los jugadores podrán jugar en planetas del universo de Star Wars, como Endor, Hoth, Tatooine y Sullust. Los jugadores dispondrán de una variedad de vehículos terrestres y aéreos para la navegación por los mapas. Las batallas serán terrestres, por lo que no será posible la exploración del espacio. Las armas del juego no son personalizables y no tienen mira de hierro, sin embargo, si podremos cambiar la apariencia de nuestro personaje y mejorar las habilidades (cartas). Las manos de cartas se comparten entre los compañeros del grupo.
El juego está ambientado durante la Guerra Civil Galáctica de la Trilogía Original de las películas de Star Wars. Existen dos bandos a elección del jugador: La Alianza Rebelde y el Imperio Galáctico. En ambos bandos podremos jugar como soldado del mismo, o como héroe, contando cada bando con tres héroes. Darth Vader, Boba Fett y el Emperador Papatine son los tres héroes del Bando Imperial mientras que la Alianza Rebelde cuenta con Luke Skywalker, Leia Organa y Han Solo.
A diferencia de los predecesores, este título no incluye campaña de un solo jugador, pero sí algunas misiones cooperativas que podrán ser jugadas en solitario. En el caso de las consolas, existe la opción de jugar en pantalla dividida. El apartado multijugador consta de 12 mapas y 9 modos de juego, con un máximo de 40 jugadores. 

## Expansiones
El 22 de marzo de 2016 (a los usuarios propietarios del pase de temporada) se lanzó el primer contenido digital descargable (con precio de 15 dólares) con el título de Outer Rim. Este paquete cuenta con un total de 4 mapas nuevos ambientados en el palacio de Jabba el Hutt y en las fábricas de Sullust. También incluye dos héroes (Greedo y Nien Numb) y armas nuevas.
El 21 de junio de 2016, se lanzó Bespin, la segunda expansión para los poseedores del pase de temporada, obteniendo dos nuevos mapas: La ciudad de las nubes Bespin y los Laboratorios Bioniip (aquel donde Han Solo fue congelado en carbonita). Dos nuevos héroes fueron incluidos: Lando Calrissian y el cazarrecompensas Dengar. Nuevos contratos de Hutt para la obtención de armas y cartas también se incluyeron.
El 21 de septiembre de 2016 se lanzó Death Star, la tercera expansión del season pass que incluía mapas espaciales y terrestres en un campo de asteroides, adentro de la "Estrella de la Muerte" y una batalla espacial en las trincheras de la "Estrella de la Muerte". También se incluyeron dos nuevas armas y cartas estelares: el repetidor TL-50, la pistola Bryar K-16, el droide médico y la mina láser. Como héroes el DLC incluye al wookie Chewbacca y al cazarrecompensas trandosiano Bossk.
La última expansión del pase de temporada es Rogue One: Scarif, la cual fue lanzada el 6 de diciembre de 2016 y está basada en locaciones de la película Rogue One: una historia de Star Wars. En este DLC los jugadores también pueden utilizar 2 nuevos héroes: Orson Krennic para el Imperio Galáctico y Jyn Erso para la Alianza Rebelde. Incluye 4 nuevos mapas tanto en la superficie como en el espacio del planeta Scarif (Playa de Scarif, Jungla de Scarif, Plataforma de aterrizaje 13 y Puerta del escudo).

## Recepción
El juego ha recibido reseñas y críticas de mixtas a negativas. Diversas publicaciones han señalado la falta de un modo campaña para un solo jugador, así como los excesivamente altos costes del juego y del pase de temporada como aspectos muy negativos del mismo. También se ha criticado severamente la falta de batallas en el espacio y la ausencia de modos como el de Conquista Galáctica introducidos en el anterior juego Star Wars: Battlefront II publicado en el año 2005 -hace más de 10 años-. Entre los pocos aspectos positivos se han destacado los gráficos y modelos fotorrealistas, así como la alta calidad de los efectos de sonido.
A pesar de las malas críticas Star Wars: Battlefront ha logrado distribuir cerca de 13 millones de unidades.